# Кісь Оксана Романівна
Окса́на Рома́нівна Кісь (нар. 11 січня 1970, Львів) — українська науковиця в галузі гендерних студій, історикиня та антропологиня, феміністка, докторка історичних наук (2018), старша наукова співробітниця відділу соціальної антропології Інституту народознавства НАН України, президентка Української асоціації досліджень жіночої історії, соціальна активістка, експертка Гендерної експертної платформи ГІАЦ «КРОНА».

## Життєпис
Народилася в сім'ї науковця Романа Кіся та вчительки Ніни Кісь. У 1987—1992 роках навчалася на історичному факультеті Львівського державного університету імені Івана Франка, який завершила з відзнакою. У 1994 році здобула другу вищу освіту з психології В Інституті підвищення кваліфікації і перепідготовки кадрів ЛНУ ім. Франка. З 1994 року працює в Інституту народознавства НАН України.
У 2002 році захистила кандидатську дисертаційну роботу «Жінка в українській селянській сім'ї другої половини XIX — початку XX століття: гендерні аспекти» за спеціальністю «етнологія». У 2008 році випустила друком книгу «Жінка в традиційній українській культурі другої половини XIX — початку XX ст.» (Львів, Інститут народознавства НАН України). У 2017 публікує другу монографію «Українки в ГУЛАГу: вижити значить перемогти» (Львів, Інститут народознавства НАН України). У 2018 році Кісь захистила докторську дисертацію «Повсякденне життя українських жінок в надзвичайних історичних обставинах в Україні в середині XX ст.: гендерні аспекти досвіду і репрезентацій» за спеціальністю «етнологія».
У 2012 році разом з очільницями провідних українських жіночих та феміністських організацій написала «Відкритий лист громадськості до очільників Української греко-католицької церкви», адресований Святославу Шевчуку та Мечиславу Мокшицькому, де обстоювалась незгода з ініціативою законодавчої заборони абортів в Україні та аргументувалося право жінки на аборт.
Одружена, має дорослого сина. Живе і працює у Львові.

## Ключові публікації
Монографії:

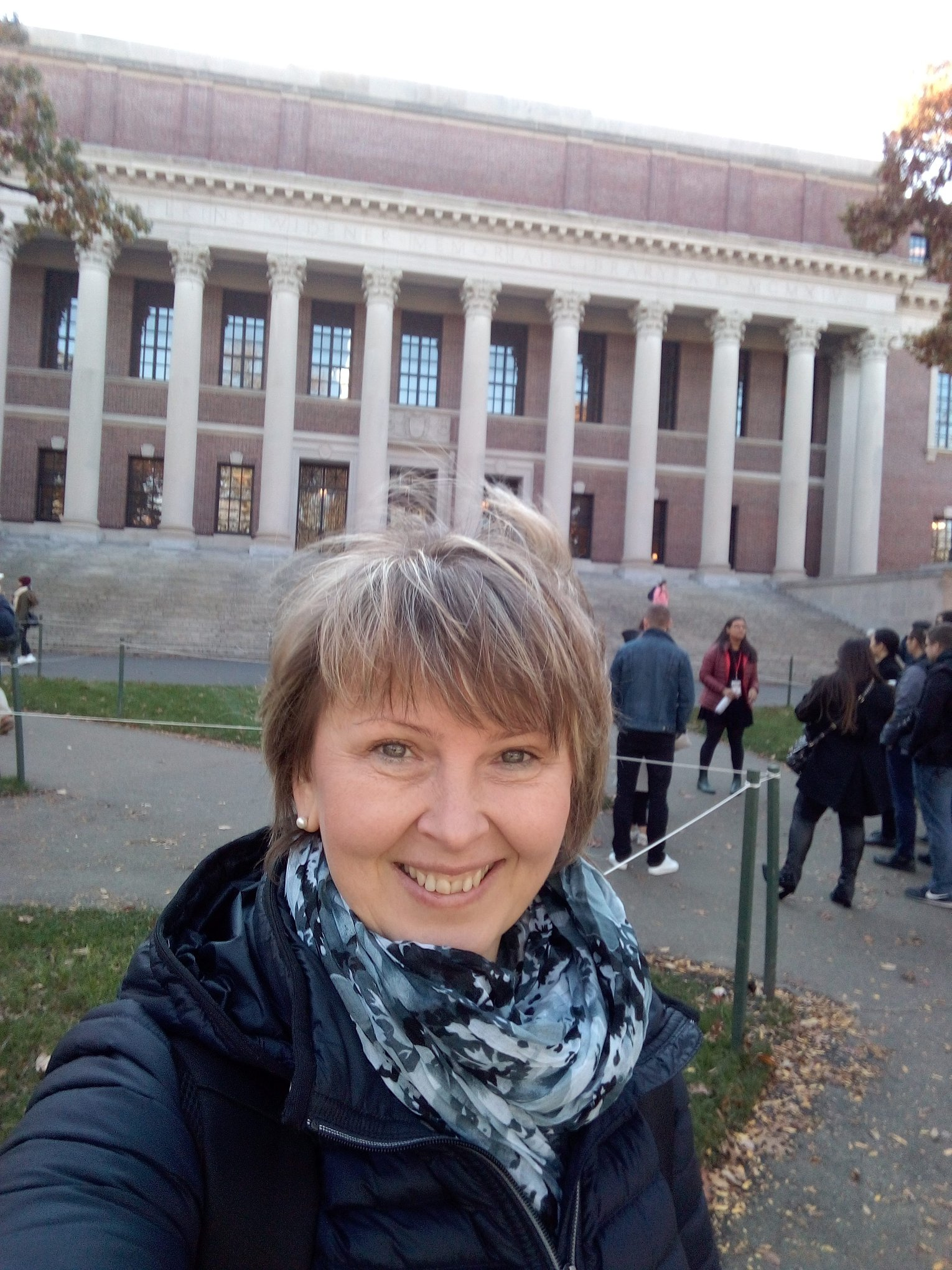
У Гарварді (листопад 2019 року)

- Оксана Кісь. Жінка в традиційній українській культурі (друга половина XIX — початок XX ст. — Львів: Інститут народознавства НАН України, 2008. — 272 с. (Друге видання книги у 2012 р.)[4]
- Оксана Кісь. Українки в ГУЛАГу: вижити значить перемогти. — Львів: Інститут народознавства НАН України, 2017. — 288 с.[5]

Статті:
- 2015: Remaining Human: Ukrainian Women's Experiences of Constructing «Normal Life» in the Gulag // Gender and Peacebuilding: All Hands Required / ed. by Maureen P. Flaherty, Tom Matyok, et all. — Lexington Books, 2015. — P. 121—137
- 2015: National Femininity Used and Contested: Women's Participation in the Nationalist Underground in Western Ukraine during the 1940s-50s // East/West: Journal of Ukrainian Studies. — Vol. 2(2), 2015. — P. 53-83
- 2015: Gender Dreams or Sexism? Advertising in Post-Soviet Ukraine // New Imaginaries. Youthful Reconstruction of Ukraine's Cultural Paradigm. / ed. by.Rubchak Marian. - Oxford and New York: Berghahn Press, 2015. — Р. 110-140 (co-authored with Tetiana Bureychak)
- 2013: Між особистим і політичним: ґендерні особливості досвіду жінок-учасниць національно-визвольних змагань на західно-українських землях у 1940—1950-х роках // Народознавчі Зошити. — 2013. — № 4. — С. 591—599
- 2012: Defying Death: Women's Experience of the Holodomor, 1932-33 // ASPASIA. International Yearbook of Central, Eastern and Southern European Women's and Gender History. — Vol. 7, 2012. — P. 42-67
- 2012: (Re)Construting the Ukrainian Women's History: Actors, Agents, Narratives // Gender, Politics and Society in Ukraine, eds. Olena Hankivsky and Anastasiya Salnykova. Toronto: University of Toronto Press, 2012. — P. 152—179
- 2012: Жіноча історія як напрямок історичних досліджень: становлення феміністської методології // Український історичний журнал. — 2012, № 2. — С. 159—172
- 2011: Biography as a political geography: patriotism in the Ukrainian women's life stories in Ukraine // Mapping Difference: The Many Faces of Women in Ukraine / Ed. by Marian J. Rubchak. — London: Berhahn Books, 2011. — P. 89-108
- 2011: Telling the Untold: Representations of Ethnic and Regional Identities in Ukrainian Women's Autobiographies // Orality and Literacy: Reflections across Disciplines /ed. by Keith Carlson, Natalia Khanenko-Friesen, and Kristina Fagan. - Toronto: U of Toronto Press, 2011. — С. 280—314
- 2011: Феміністська парадигма в культурній та соціальній антропології: західний досвід // Народознавчі Зошити. — 2011, № 1-2. — С. 17-24
- 2010: Колективна пам'ять та історична травма: теоретичні рефлексії на тлі жіночих спогадів про Голодомор // У пошуках власного голосу: Усна історія як теорія, метод, джерело: Зб. наук. праць / За ред. Г.Грінченко, Н.Ханенко-Фрізен. — Харків: Східний інститут українознавства ім. Ковальських, 2010. — С. 171—191.
- 2009: Жіночий досвід участі у національно-визвольних змаганнях на західноукраїнських землях у 1940-50-х роках // Схід / Захід. Історико-культурологічний збірник. Вип. 13-14. «Історична пам'ять і тоталітаризм: досвід Центрально-Східної Європи». Харків: ХНУ ім. Каразіна, 2009. — С. 101—125.
- 2008: Рецепція радянської влади і незалежності в усних автобіографіях жінок України // Схід-Захід: Історико-культурологічний збірник. Вип. 11-12. Спеціальне видання: Усна історія в сучасних соціально-гуманітарних студіях / За ред. В.Кравченка та Г.Грінченко.– Х., 2008. — С. 17-28.
- 2008: Бунтівна наука. Феміністська парадигма в культурній та соціальній антропології (західний досвід) // Сучасність.- 2008.- № 10 — С. 43-51.
- 2006: Репрезентація етнічної та регіональної ідентичностей в автобіографіях жінок України // Україна Модерна. — Т. 11. 2006. — C. 85-98.
- 2005: Oksana Kis. Choosing without Choice: Predominant Models of Femininity in Contemporary Ukraine (in English); in: Gender Transitions in Russia and Eastern Europe, ed. by Madeleine Hurd, Helen Carlback and Sara Rastback. Stockholm: Gondolin Publishers, 2005. — Р. 105—136.
- 2004: Oksana Kis. L'approche de genre dans les recherches en histoire et ethnologie ukrainiennes (франц. мовою) // Ethnologie Francaise, 1' 2004. — Р. 291—302.
- 2003: Материнство и детство в украинской традиции: деконструкция мифа // Социальная история. Ежегодник 2003. Женская и гендерная история / Под ред. Н. Л. Пушкарёвой. — М.: «Российская политическая энциклопедия», 2003.- С.156-172.
- 2002: Гендерные особенности брачного выбора в украинском селе XIX — начала XX ст. // Женщины в истории: возможность быть увиденными. Вып. 2 / Под.ред. И. Р. Чикаловой. Минск: БГПУ, 2002. — С.89-110.
- 2001: Андроцентричний дискурс в історичних науках // Філософсько-антропологічні студії'2001. Спецвипуск. — К.: Стилос, 2001. — С. 43-58.

## Наукова редактура
Науково-редакторські активності Оксани Кісь:
- Головна редакторка академічного сайту [Архівовано 16 вересня 2016 у Wayback Machine.] «Україна Модерна»;
- Член редакційної колегії ASPASIA International Yearbook of Central, Eastern and Southern European Women's and Gender History [Архівовано 2 серпня 2015 у Wayback Machine.];
- Редакторка колективної праці Українські жінки у горнилі модернізації: / за ред. О. Кісь — Клуб Сімейного Дозвілля, 2017. — 304 с.
- Наукова співредакторка збірника наукових праць Жінки Центрально-Східної Європи у часи Другої світової війни: гендерна специфіка досвіду в часи екстремального насильства [Архівовано 27 вересня 2016 у Wayback Machine.] : зб. наук. праць / за ред. Г.Грінченко, К.Кобченко, О.Кісь. — Київ:  ТОВ «Арт-Книга», 2015. — 336 с;
- Запрошена редакторка тематичного випуску з жіночих і гендерних студій East West Journal of Ukrainian Studies. [Архівовано 4 жовтня 2016 у Wayback Machine.] — 2015. — Vol. 3;
- Редакторка-упорядниця збірника Суспільні злами і поворотні моменти: макроподії крізь призму автобіографічної розповіді: [Архівовано 27 вересня 2016 у Wayback Machine.] Матеріали Міжнар. наук. конф., [м. Львів] 25-26 вересня 2014 р. /  [Упорядники: О. Р. Кісь, Г. Г. Грінченко, Т.Пастушенко]. — Львів.: ІН НАН України, 2014;
- Наукова співредаторка посібника Разом на одній землі. Історія України багатокультурна: Посібник для середніх загальноосвітніх шкіл / Наук. ред. О.Кісь, В. Мисан. — Всеукраїнська Асоціації вчителів та дослідників історії «Нова доба». — Львів, 2011;
- Наукова співредаторка Гендерний підхід: історія, культура, суспільство: Хрестоматія [Архівовано 27 вересня 2016 у Wayback Machine.] / Під ред. Л.Гентош, О.Кісь. Львів: «Класика», 2003. — 252 с;
- Співредакторка тематичного випуску «Маскулінність та фемінінність» [Архівовано 14 жовтня 2016 у Wayback Machine.] Незалежного культурологічного часопису «Ї» — 2003. — № 27;
- Співредакторка тематичного випуску «Гендерні студії» [Архівовано 29 жовтня 2016 у Wayback Machine.] Незалежного культурологічного часопису «Ї» - 2000. — № 17.

## Викладання
- «Гендерні студії» — Міждисциплінарна магістерська програма з культурології і соціології Львівського національного університету ім. Івана Франка (2003—2007), Гуманітарний факультет Українського Католицького університету (2005—2009);
- «Усна історія постсоціалістичних культур» — Гуманітарний факультет Українського Католицького університету (2008);
- «Women in Post-Socialist transformations in Ukraine, Poland and Russia», 3 credit optional course — The Harriman Institute/ Anthropology Department, Columbia University, New York, USA (2010, 2012); Department of History and Classics, University of Alberta, Edmonton, Canada (2014);
- «Ukrainian Women in Post-Socialist Transformations» - Semester Abroad Program, Ukrainian Catholic University (2011).

## Наукові стажування
- 2003—2004 — Fulbright Senior Research Fellowship, Department of Women's and Gender Studies, Rutgers, the State University of New Jersey, США;
- 2007 — Junior Research Fellowship at the Department of Gender Studies, Central European University, Budapest, Hungary;
- 2007—2008 — Eugene and Daymel Shklar Research Fellowship, Ukrainian Research Institute, Гарвардський універитет, Кембридж;
- 2010 — Petro Yacyk Visiting Professorship, the Harriman Institute, Колумбійський університет, Нью-Йорк;
- 2011—2012 — Fulbright Research/Teaching Fellowship, The Harriman Institute, Колумбійський університет, Нью-Йорк;
- 2013—2014 — Stuart Ramsey Tompkins Visiting Professorship, Альбертський університет, Едмонтон, Канада.
- 2018 — Petro Jacyk Research Fellowship, Університет Торонто, Канада
- 2018-2019 — Kolasky Research Fellowship, Canadian Institute of Ukrainian Studies, Альбертський університет, Едмонтон, Канада.